# Mitridização
Mitridização ou Mitridatismo, é o processo pelo qual organismos vivos, a partir da sensibilização por doses crescentes de veneno, desenvolvem anticorpos específicos para o tipo de veneno que foi utilizado, resultando em uma imunidade até para elevadas doses.
O nome desse processo tem origem na história do Rei Mitrídates VI do Ponto, que segunda a lenda relata que ele procurou imunizar-se contra um eventual envenenamento, tomando doses crescentes (mas nunca letais) dos venenos de que tinha conhecimento, até que fosse capaz de tolerar até mesmo uma dose mortal. Conforme a lenda, após ser derrotado por Pompeu, Mitrídates tentou o suicídio por envenenamento, sem efeito devido a sua imunidade. Teria, então, forçado um de seus servos a matá-lo à espada. Esta história é contada na peça Mitrídates (1673), de Jean Racine, e na ópera Mitridate, re di Ponto (1770), de Mozart.
Esse processo é utilizado na produção de soro antiofídico, entre outras aplicações práticas.